# Channel One Cup 2018
Channel One Cup 2018 byl hokejový reprezentační turnaj, který se konal 13. – 16. prosince 2018 za účasti hokejových reprezentací České republiky, Finska, Švédska a Ruska. Turnaj se odehrál z větší části v Rusku, ale pro rok 2018 platilo, že jeden zápas byl odehrán ve finském Tampere, a to konkrétně utkání Finsko–Česko. Channel One Cup je součástí Euro Hockey Tour, to znamená, že body z Channel One Cupu jsou počítány do konečné tabulky Euro Hockey Tour.
Zvláštností na tomto turnaji bylo odehrání zápasu mezi Ruskem a Finskem na fotbalovém stadionu se zatahovací střechou. Na zápas v Gazprom aréně přišlo více než sedmdesát tisíc diváků.

## Zápasy
| 13. prosince 2018 16:45 SEČ | Švédsko | 2 : 3 SN (1:0, 1:0, 0:2 - 0:0 - 0:1) | Rusko | (Moskva) |  |

| Zpráva |

| 13. prosince 2018 17:30 SEČ | Finsko | 3 : 4 SN (1:0, 2:0, 0:3 - 0:0 - 0:1) | Česko | (Tampere) |  |

| Zpráva                                                         |                                                                |          |                                                                                 |  |
| Joni Ortio                                                     | Joni Ortio                                                     | Brankáři | Šimon Hrubec                                                                    |  |
| 18:53 Anrei Hakulionen 22:57 Juuso Puustinen 27:21 Toni Rajala | 18:53 Anrei Hakulionen 22:57 Juuso Puustinen 27:21 Toni Rajala |          | 42:08 Michal Bulíř 42:50 Radan Lenc 51:24 Tomáš Kundrátek 65:00 Dominik Kubalík |  |

| 15. prosince 2018 9:30 SEČ | Finsko | 3 : 2 (0:1, 1:1, 2:0) | Švédsko | (Moskva) |  |

| Zpráva |

| 15. prosince 2018 13:45 SEČ | Rusko | 7 : 2 (2:1, 3:0, 2:1) | Česko | (Moskva) |  |

| Zpráva | |          |                                             |  |
| Ilja Sorokin | Ilja Sorokin | Brankáři | Dominik Furch a Šimon Hrubec                |  |
| 04:16 Vasilij Tokranov 07:48 Nikolaj Prochorkin 23:40 Andrej Loktijonov 32:09 Kirill Kaprizov 37:07 Andrej Kuzmenko 42:27 Andrej Kuzmenko 56:06 Andrej Loktijonov | 04:16 Vasilij Tokranov 07:48 Nikolaj Prochorkin 23:40 Andrej Loktijonov 32:09 Kirill Kaprizov 37:07 Andrej Kuzmenko 42:27 Andrej Kuzmenko 56:06 Andrej Loktijonov |          | 05:08 Dominik Kubalík 53:02 Dominik Kubalík |  |

| 16. prosince 2018 12:00 SEČ | Česko | 2 : 3 (1:0,1:2,0:1) | Švédsko | (Moskva) |  |

| Zpráva                                   |                                          |          |                                                               |  |
| Patrik Bartošák                          | Patrik Bartošák                          | Brankáři | Lars Johansson                                                |  |
| 13:19 Tomáš Zohorna 28:21 Patrik Zdráhal | 13:19 Tomáš Zohorna 28:21 Patrik Zdráhal |          | 29:34 Emil Lersson 34:06 Emil Lersson 56:53 Michael Lindqvist |  |

| 16. prosince 2018 15:00 SEČ | Rusko | 5 : 0 (1:0, 3:0, 1:0) | Finsko | (Petrohrad pod zataženou střechou na fotbalovém stadionu Zenitu Petrohrad) |  |

| Zpráva |

## Tabulka
| Poř. | Tým     | Z | V | VP | PP | P | VG | OG | B |
| ---- | ------- | - | - | -- | -- | - | -- | -- | - |
| 1.   | Rusko   | 3 | 2 | 1  | 0  | 0 | 15 | 4  | 8 |
| 2.   | Finsko  | 3 | 1 | 0  | 1  | 1 | 6  | 11 | 4 |
| 3.   | Švédsko | 3 | 1 | 0  | 1  | 1 | 7  | 8  | 4 |
| 4.   | Česko   | 3 | 0 | 1  | 0  | 2 | 8  | 13 | 2 |

Poznámka: Při rovnosti bodů patrně rozhodl o pořadí vzájemný zápas.